# Maurice Carter
Maurice George Carter (* 24. April 1913 in London; † April 2000 in Hurley, Grafschaft Berkshire) war ein britischer Filmarchitekt, über vier Jahrzehnte lang einer der führenden Chef-Designer des englischen Kinos.

## Leben
Carter hatte an der Royal Society of Art Masters studiert und als Innenausstatter gearbeitet, bevor er 21-jährig zum Film stieß. Nach drei Jahren Assistententätigkeit bei den Islington Studios wurde er 1937 als einer von mehreren Filmarchitektassistenten zu Alfred Hitchcocks Spionagethriller Eine Dame verschwindet herangeholt. Bis Mitte des Zweiten Weltkrieges assistierte Carter weiterhin bei zum Teil nicht unbedeutenden Produktionen, darunter Carol Reeds Anti-Nazi-Drama Night Train to Munich und der Historienstoff The Young Mr. Pitt. Bis Kriegsende zeichnete Carter nur noch für eine weitere Top-Produktion des englischen Kinos mitverantwortlich, das Kostümdrama Der Herr in Grau.
Im Jahr 1945 wurde er Chefarchitekt in alleiniger Verantwortung. Carters Spezialität wurden sogenannte „period“-Stoffe, Filme mit historischem, kostüm- und ausstattungsträchtigem Hintergrund wie Lancelot, der verwegene Ritter, Becket, Dschingis Khan und Königin für 1000 Tage.
Maurice Carter, der insgesamt dreimal für den Oscar nominiert wurde, war Gründer der britischen Filmarchitekten-Vereinigung, der Guild of Film Art Directors, und war auch an der Entwicklung der britischen Version der Rückprojektion beteiligt. Er lebte in der Grafschaft Buckinghamshire an der Themse und starb in der Grafschaft Berkshire.

## Filmografie (als Chefarchitekt)
- 1942: Miss London Ltd.
- 1942: Der Herr in Grau (The Man in Grey)
- 1943: Dear Octopus
- 1943: Bees in Paradise
- 1944: Give Us the Moon
- 1946: Die Wurzel allen Übels (The Root of All Evil)
- 1947: Zigeunerblut (Jassy)
- 1947: Snowbound
- 1948: Tanz in den Abgrund (Good Time Girl)
- 1948: Vom sündigen Poeten (The Bad Lord Byron)
- 1948: Columbus (Christopher Columbus)
- 1949: The Astonished Heart
- 1950: Die Atomente (Mr. Drake’s Duck)
- 1950: So ist das Leben (Trio)
- 1951: Serum 703 (White Corridors)
- 1951: Dakapo (Encore)
- 1951: Schmugglerprinzessin (Penny Princess)
- 1952: Muß das sein, Fräulein? (Made in Heaven)
- 1952: Sekunden der Verzweiflung (The Desperate Moment)
- 1953: A Day to Remember
- 1954: Dämonen der Südsee (The Seekers)
- 1955: Nach Paris der Liebe wegen (To Paris with Love)
- 1955: … aber lieb sind sie doch (All for Mary)
- 1956: Der spanische Gärtner (The Spanish Gardener)
- 1956: Hilfe, der Doktor kommt! (Doctor at Large)
- 1957: Gefährliches Erbe (Campbell’s Kingdom)
- 1957: Kinder der Straße (Violent Playground)
- 1957: … denn der Wind kann nicht lesen (The Wind Cannot Read)
- 1958: The Square Peg
- 1959: Die 39 Stufen (The 39 Steps)
- 1959: Treppauf – Treppab (Upstairs and Downstairs)
- 1960: Dreimal Liebe täglich (Doctor in Love)
- 1960: Und morgen alles (No Love for Johnnie)
- 1960: Die gestohlene Million (The Boy Who Stole a Million)
- 1961: Die Peitsche (The Frightened City)
- 1961: Das letzte Wort hat sie (A Pair of Briefs)
- 1961: Twen-Hitparade (It’s Trad, Dad!)
- 1962: Lancelot, der verwegene Ritter (Lancelot and Guinevere)
- 1963: Wir zeigen, was wir haben (The Beauty Jungle)
- 1963: Becket
- 1963: Schüsse in Batasi (Guns at Batasi)
- 1964: Dschingis Khan (Genghis Khan)
- 1966: Der Gentleman-Zinker (Kaleidoscope)
- 1966: Das Quiller-Memorandum – Gefahr aus dem Dunkel (The Quiller Memorandum)
- 1966: Donegal, König der Rebellen (The Fighting Prince of Donegal)
- 1967: Feuerdrache (Fathom)
- 1967: Robin Hood, der Freiheitsheld (A Challenge of Robin Hood)
- 1968: Luftschlacht um England (Battle of Britain)
- 1969: Königin für 1000 Tage (Anne of the Thousand Days)
- 1971: John Christie, der Frauenwürger von London (10 Rillington Place)
- 1971: Die alles zur Sau machen (Villain)
- 1971: Wer zuletzt lebt, lebt am besten (Innocent Bystanders)
- 1971: Der Frosch (Psychomania)
- 1972: Angst ist der Schlüssel (Fear is the Key)
- 1972: Die Nacht der lachenden Leichen (The House in Nightmare Park)
- 1973: Mord im Gruselkabinett (From Beyond the Grave)
- 1974: Caprona – Das vergessene Land (The Land That Time Forgot)
- 1975: Der sechste Kontinent (At the Earth’s Core)
- 1976: Caprona 2. Teil (The People That Time Forgot)
- 1978: Der erste große Eisenbahnraub (The First Great Train Robbery)
- 1979: Sprengkommando Atlantik (North Sea Hijack)